# A Christmas Carol (film, 1971)
A Christmas Carol är en animerad julspecial från 1971 av Richard Williams och är baserad på En julsaga av Charles Dickens. I filmen medverkar Alastair Sim, Michael Redgrave, Michael Hordern, Diana Quick och Felix Felton.

## Produktion
Richard ville att filmen skulle ha samma stil som illustrationerna av John Leech, och gick till ett museum för att få rättigheterna att använda illustrationerna som referenser. När han fick rättigheterna, hade han och hans team bara nio månader på sig att göra färdigt julspecialen innan den skulle ha premiär julen 1971. Richards perfektionism gjorde att han inte ville att hans team skulle upprepa animationen för att spara tid. Richard Williams vän, Martin Hunter, kommer ihåg hur Richard reagerade när det skulle visa filmen för hans son och andra barn som testprov:
Varje fredag skulle Dick (Richard) och hans kollegor visa veckans arbete och jag och barnen gick till ett rum i källaren som hade en projektor. Dick tittade noga på barnens reaktioner, och det var då (min son) Ben sa, "Såg vi inte den där för en stund sen?" Dick blev rasande. En ung animatör hade återanvänt samma animationsklipp två gånger för att spara tid men Dick ville att scenen skulle göras om på nytt, även om det tog en vecka. Vid ett annat tillfälle fick vi sällskap vid visningen av Alastair Sim som gjorde rösten till Ebenezer Scrooge. Han skrattade förtjust genom hela filmen, men föreslog att göra om tre scener. Han var en perfektionist, precis som Dick.
Produktionen var så intensiv och tidskrävande att Richard behövde ta en paus från animation i tre månader för att återhämta sig. Filmen blev en succé och är den enda filmatiseringen av Charles Dickens saga som vunnit en Oscar.